# 朴釘

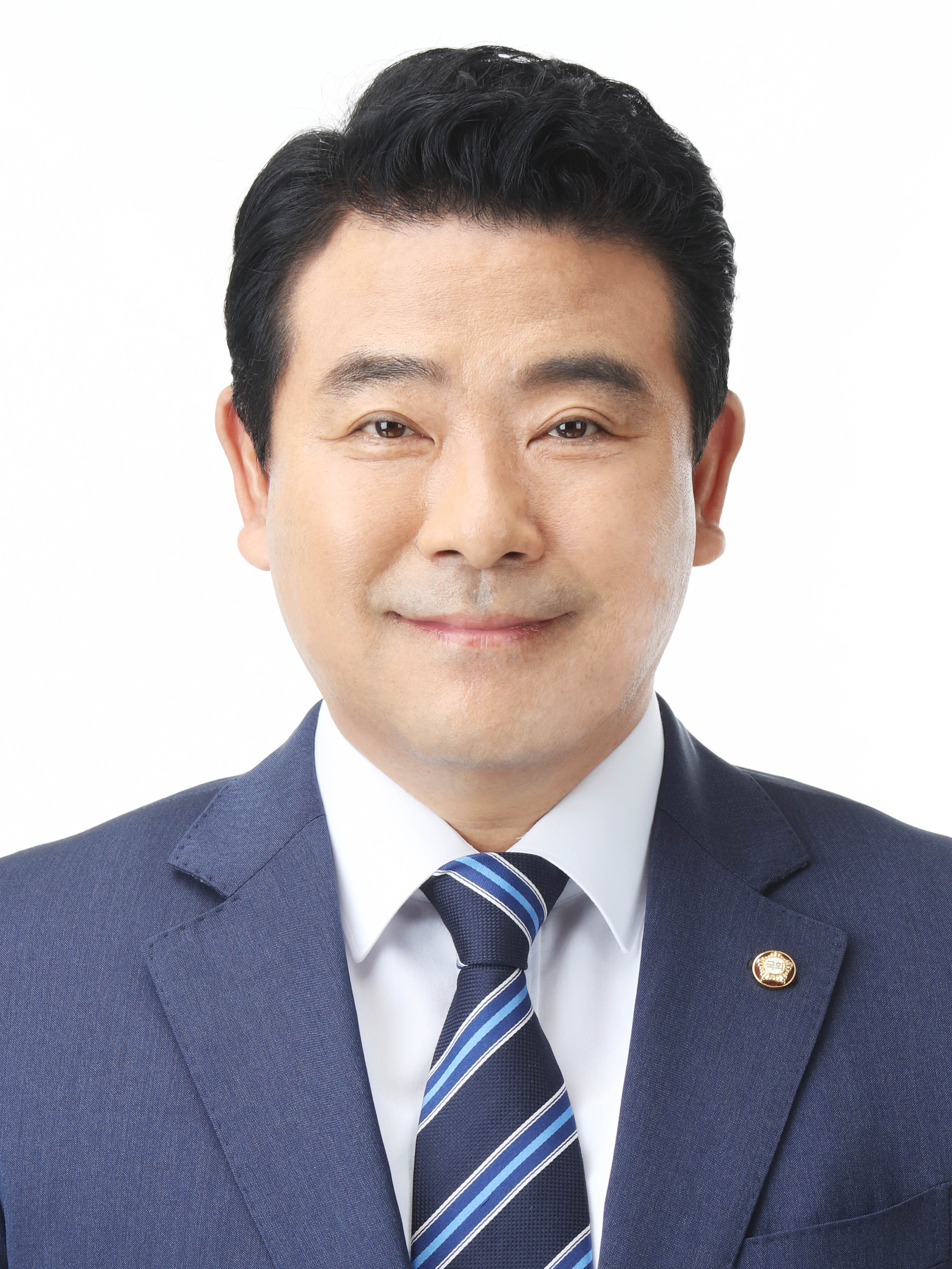
写真

朴 釘（パク・チョン、朝鮮語: 박정、1962年11月19日 - ）は、大韓民国の英語教育者、塾講師・経営者、政治家、文筆家。共に民主党所属の第20・21・22代韓国国会議員。本貫は咸陽朴氏。

## 経歴
京畿道坡州生まれ。坡州金村小、文山東中、東仁川高、ソウル大学校卒。同大学院理学修士、武漢大学博士課程修了（国際関係学博士）。1990年以降はTOEFLの指導を中心として英語講師を務め、1994年に「朴釘語学院」を設立し、延べ5万5千人以上の留学生をアメリカに送り出した。また、「朴釘英語試験研究所」「未来国際教育問題研究所」「On-line英語学院Everclass.com」などを運営したほか、安養大学校英文科教授、坡州市サッカー協会会長も務めた。
政界入りした後は国会文化体育観光委員会幹事・外交統一委員会幹事・倫理特別委員会委員・産業通商資源中小ベンチャー企業委員会委員・青年未来特別委員会委員、大統領直属北方経済協力委員会特別顧問、共に民主党共生型地域雇用特別委員会委員・党現代化推進特別委員会委員・韓半島経済統一交流特別委員会幹事・地方革新均衡発展推進団国境地域分科委員会推進委員・北東アジア平和協力特別委員会委員・政策委員会常任副議長・京畿道党首席副委員長・100日民生状況室雇用創出チーム長、第19代大統領選挙共に民主党文在寅候補中央選挙対策委員会総括本部長、世界韓人民主会議副議長を務めた。

## 著書
『iBT 朴釘 TOEFL INSIGHT SPEAKING』『早期留学するかしないか行くか行かないか』『漫画から拾った英語』『広告でしっかりと覚えた英語』など。

## エピソード
英語講師時代から築き上げた財産はかなり多く、2023年時点では総財産が505億ウォンとなり、当時の国会議員の中でも指折りの資産家であった。寄付もよく行い、家族を含めて、愛の果実（京畿社会福祉共同募金会）に1億ウォン以上を寄付した。また、2019年と2020年にベトナムのクアンチ省とタインホア省に小学校の教室建物、保健教育支援のためにそれぞれ1億ウォンを寄付した。2022年に韓国タンザニア議員親善協会を通じて、タンザニアの農村地域にヤギを送る所得増加支援事業にも1億ウォンの後援金を出した。
COVID-19の流行初期、武漢大学に在籍した縁でマスク300万枚を韓国政府のチャーター機で武漢に送る支援活動を主導した。また、過去にも西海海戦戦没者を追悼する坡州市の「西海守護の日」行事への不参加や坡州市内で開催された「北朝鮮軍・中共軍追悼式」への参加で、保守系の『朝鮮日報』からは「親中派」だと批判された。
2020年11月25日、ソウル文山高速道路で交通事故を目撃した後、事故通報の後に現場で応急措置を取った。